# Севда гюлю
Севда гюлю (гаг. Sevda gülü; русск. Роза любви) — гагаузский народный фольклорный ансамбль. Основан в 2005 году Галиной Булгар и Софьей Богдановой-Цонковой в селе Котловина Одесской области.
В репертуаре ансамбля вокал, танцы, сценическое мастерство, основанные на гагаузской культуре и традициях. Ансамбль трижды становился лауреатом конкурса «Таланты твои, Украина». Лауреат Первого Всеукраинского фестиваля национальных меньшинств в Киеве «Соцветие» в 2006 году. В 2008 году принимал участие в 35-м Международном фестивале фольклора и музыки и Международном фестивале детей и молодёжи в Турции.

## Награды
- Лауреат конкурса «Таланты твои, Украина» (2006—2010)
- Лауреат I Всеукраинского фестиваля национальных меньшинств в Киеве «Соцветие» (2006)
- Лауреат областного фестиваля молдавской культуры в г. Измаил (2006—2010)[5][6]